# Украинцы в Уругвае
Украинцы в Уругвае (укр. Українці в Уругваї, исп. Ucranianos en Uruguay) — одна из этнических общин на территории Уругвая.
Относительно массовое переселение украинцев в Уругвай началось в 20-х годах XX века. В это время в страну начали прибывать мигранты из Западной Украины, Буковины и Закарпатья, а также часть переселенцев из Аргентины. В 1946—1950 годах в стану переселились так называемые «перемещённые лица» из центральной Европы (лица, угнанные на принудительную работу в Германию и политические беженцы).
В настоящее время в Уругвае проживает от 10 до 15 тысяч украинцев, в основном — в Монтевидео и других городах.
В стране функционируют общество Просвита (с 1934 года), украинские субботние школы, молодёжные и профессиональные союзы.